# ドロリッチガールズ
ドロリッチガールズ（英語：Dororich Girls）は、グリコ乳業株式会社が販売するスイーツ飲料「ドロリッチ」のCMで、イメージキャラクターとして起用されたグラビアアイドルらを指す。

## 概要

### 2012年10月のCM
2012年（平成24年）10月に放送されたCMは、ドロリッチが主要ターゲットとしていた当時の20歳代男性に人気のあった中村静香、西田麻衣、丸高愛実、遠野千夏、柴小聖の5人が1期生として起用され、商品のクリームをホイップクリームに変更するなど大幅に刷新したため、「振る（フル）モデルチェンジ!」を合言葉に大胆に企画した。乳白色の液体を満たした幅9メートル (m) ×奥行12mの巨大なプールの中で撮影を重ねた。衣装は上衣を茶色、下衣を黒色としてコーヒーゼリーを表し、胸の部分を開いてモデル女性の身体の見栄えを良くすることを企図した。

### 2013年4月のCM
2013年（平成25年）4月に放送されたCMは、2期生として起用された今野杏南、佐山彩香、岸明日香、亜里沙、星名美津紀らが、チアリーダー風の衣装と振りで「振れ振れホイップクリーム!」「吸え吸えドロリッチ!」のキャッチコピーと共に印象的に伝えている。前作が話題となりドロリッチガールズらの知名度も上昇したCMに「まさか自分が出演することになるとは」「最初は信じられなかった」。「失敗してもいいよ」と監督から伝えられていたチアリーディングの振り付けは、自主練習の成果で完成度が高いダンスとなった。

## YouTubeの動画再生回数
YouTubeのグリコ乳業公式チャンネルで公開されている。2012年10月の30秒バージョンは2013年4月10日時点で約380万回、2013年4月の30秒バージョンは2013年4月7日の公開から4月11日時点で約69万回、それぞれが視聴された。

## イベント
2013年4月8日に「ドロリッチ クリーミーベリーミックスゼリー」の発売を記念したPRイベントが大手町メトロスクエアで行われ、ドロリッチガールズ2期生と芸人のハマカーンがゲスト出演した。

## メンバー

### 1期生
- 中村静香
- 西田麻衣
- 丸高愛実
- 遠野千夏
- 柴小聖

### 2期生
- 今野杏南
- 佐山彩香
- 岸明日香
- 亜里沙
- 星名美津紀

### 3期生
- にわみきほ
- 岡本あずさ
- 平野由実
- 古川美有
- 千国めぐみ